# 未來講師
《未來講師》（又譯為《未來老師》）是從2008年1月11日起在朝日電視臺系列，每週六晚上十一點十五分，由深田恭子主演的電視連續劇。

## 本劇介紹
描述一名補習班女教師擁有吃過東西之後，便能夠看見他人20年後未來的「超能力」。並環繞在女教師週遭所發生的有趣故事。

## 登場人物

### 吉田家
- 吉田 巡（24） 深田恭子 飾

本劇主人翁。由於家族代代皆是占卜師和美食家，而經過一代一代的演變之後，使得現代的小巡竟獲得只要吃過東西，便能看見他人20年後的未來之能力。
- 吉田 濱　船越英一郎 飾（特別演出）
- 吉田中吉　地井武男 飾
- 吉田愛子　榊原郁恵 飾

### 補習班同事
- 門傳 大　武田真治 飾

補習班老闆。他有個不能說的秘密（但早已是公開的秘密），就是他的頭髮竟然是假髮，這也就難怪為何小巡雖看到他未來的樣子，但髮型卻仍始終如一的原因。
- 江口秀夫　星野 源 飾

補習班老師，綽號「黃色錄影帶」。
- 高尾山 登　正名僕蔵 飾
- 木村 滿　黑川智花 飾

### 補習班學生
- 赤坂健兒　佐藤和也 飾　　35歲赤坂　金子賢 飾（第1話客串）
- 千鶴　森岡朋奈 飾　　35歲千鶴　伊藤裕子 飾（特別演出、第6話客串）
- 金田大作　高井理央 飾　　29歲大作　阿部 力 飾（第2話客串）
- 雪子　松本梨菜 飾　　29歲雪子　小野真弓 飾（第2話客串）

### 其他
- 海老澤ユーキ（えびさわ ゆーき）　勝地 涼 飾
  - ユーキ43（ゆーき43）　田口浩正 飾
- 藪中（やぶなか）　佐藤二朗 飾

### 客串

#### 第1話
- 赤坂寅彦 - 佐戸井けん太
- 赤坂美代子 - 栗田よう子

#### 第2話
- 金田大作的雙親 - パパイヤ鈴木、種子
- 山内雅也 - 溝口琢矢

#### 第3話
- みちるの父 - 遠山俊也
- - 林和義
- 超市店員  - 青木和代

#### 第4話
- アキラ - 塚本高史
- 女學生 - 矢島悠子
- 歌手 - 調皮鬼

#### 第5話
- 石倉ゆり子 - 高橋由美子（特別演出）
- モンスター - ジャガー横田
- タモツ32 - 山本浩司
- 教頭先生 - 野添義弘
- 吉村先生 - 宮澤紗恵子
- 生徒の一人 - 西原信裕

#### 第6話
- 竹下舞 - 青谷いずみ

#### 第7話
- 手塚絵里子- 野波麻帆
- ジュン29 - 野波麻帆
- 店主- 徳井優

#### 第8話
- 警官 - おかやまはじめ

#### 第9話～最終話
- 氷高 - 田口浩正

#### 最終話
- 井上 - 半海一晃
- 井上的母親 - 五月晴子

## 吉田巡授課時拿起來的點心／食物
- 第1話：蛋糕當作黑板擦。
- 第2話：花林糖當作粉筆。
- 第3話：培果當作手錶。
- 第4話：方形壽司當作黑板擦。
- 第5話：巧克力當作英日詞典。
- 第6話：板蒸魚糕當作黑板擦。
- 第7話：/
- 第8話：在辦公室海綿蛋糕當作黑板擦。
- 第9話：/
- 最終話：年輪蛋糕當作C信件。

## 片尾在黑板上出現的英語單詞
- 第1話：dream
- 第2話：promise
- 第3話：family
- 第4話：/
- 第5話：harmony
- 第6話：fight
- 第7話：children
- 第8話：power
- 第9話：future
- 第10話：now

## 工作人員
- 腳本：宮藤官九郎
- チーフプロデューサー：桑田潔
- プロデューサー：中込卓也、平部隆明
- 演出：唐木希浩、高橋伸之
- 音樂：野崎良太
- 制作：／tv asahi、The Farm

## 收視率
| 各話                                             | 首播日                                           | 標題                                             | 原文標題                                         | 收視率 |
| ------------------------------------------------ | ------------------------------------------------ | ------------------------------------------------ | ------------------------------------------------ | ------ |
| 第1話                                            | 2008年1月11日                                    | 吃飽飯後可以看見20年後的事！？                   |                                                  | 9.0%   |
| 第2話                                            | 2008年1月18日                                    | 他20年後的戀愛！！                               |                                                  | 10.6%  |
| 第3話                                            | 2008年1月25日                                    | 美少女·禁止的愛                                  |                                                  | 8.2%   |
| 第4話                                            | 2008年2月1日                                     | 永恆的愛情                                       |                                                  | 8.8%   |
| 第5話                                            | 2008年2月8日                                     | 我改變了未來                                     |                                                  | 7.2%   |
| 第6話                                            | 2008年2月15日                                    | 手銬、戀愛和考生                                 |                                                  | 10.5%  |
| 第7話                                            | 2008年2月22日                                    | 戀愛的情色錄影帶                                 |                                                  | 8.2%   |
| 第8話                                            | 2008年2月29日                                    | 特異功能者登場                                   |                                                  | 10.0%  |
| 第9話                                            | 2008年3月7日                                     | 第一次也是最後一次的接吻                         |                                                  | 10.3%  |
| 最終話                                           | 2008年3月14日                                    | 因此…現在                                        |                                                  | 8.1%   |
| 平均收視率（收視率關東地區・Video Research數據） | 平均收視率（收視率關東地區・Video Research數據） | 平均收視率（收視率關東地區・Video Research數據） | 平均收視率（收視率關東地區・Video Research數據） | 9.1%   |

## 脚本集
- 宮藤官九郎『未来講師めぐる』角川書店、2008年（ISBN 9784048738453）

## 作品的變遷
| 日本朝日電視台系列 週五晚間連續劇 星期五 23:15至24:10 | 日本朝日電視台系列 週五晚間連續劇 星期五 23:15至24:10 | 日本朝日電視台系列 週五晚間連續劇 星期五 23:15至24:10 |
| ----------------------------------------------------- | ----------------------------------------------------- | ----------------------------------------------------- |
|                                                       | 未來講師 （2008.1.11 - 2008.3.14）                    |                                                       |
| 抹布女孩 （2007.10.12 - 2007.12.14）                  | 你不是犯人吧？ （2008.4.11 - 2008.6.13）              |                                                       |